# Parque estatal Costa de Nā Pali

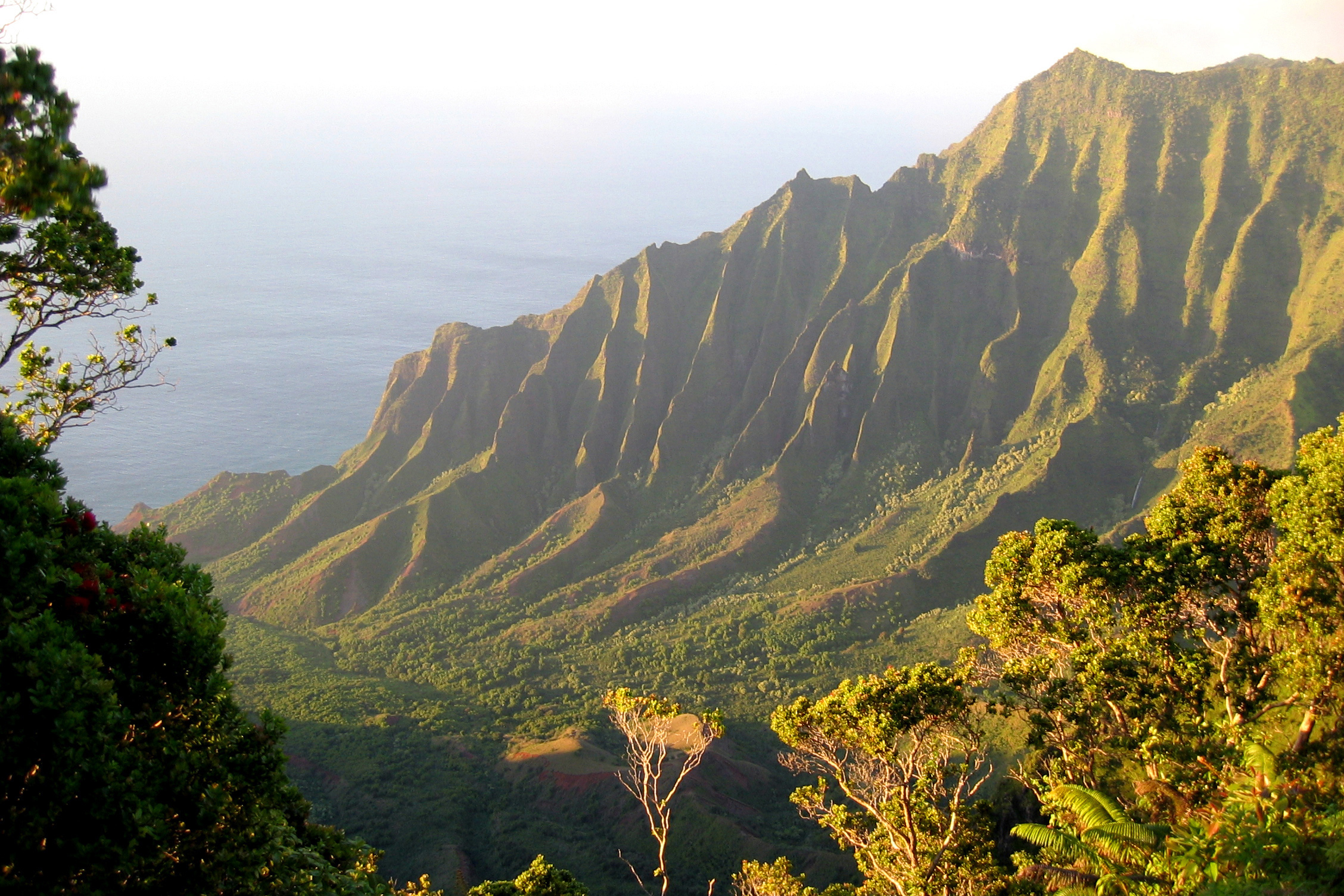
Valle Kalalau

El Parque estatal Costa de Nā Palito (en inglés: Nā Pali Coast State Park) es un parque del estado de Hawái en Estados Unidos de 6.175 acres ( 2.499 hectáreas) que se encuentra en el centro de 16 millas ( 26 km) a lo largo del lado escarpado noroeste de Kauai, la más antigua de las islas hawaianas habitadas. La costa de Na Pali en sí se extiende al suroeste partir de la playa Ke'e que se extiende todo el camino hasta el parque estatal de Polihale. Los Na pali ( acantilados ) a lo largo de la costa se levantan hasta 4.000 pies ( 1.200 m) sobre el Océano Pacífico. El parque estatal se formó para proteger el Valle de Kalalau.
Al este del parque estatal se encuentra la Reserva Natural Estatal de Hono O Nā Pal. Fue establecido en 1983, y luego se extendió a más de 3.578 acres ( 14,5 kilómetros cuadrados) en 2009.